# Artur Guttmann
Artur Guttmann (Vienna, 27 agosto 1891 – Hollywood, 3 settembre 1945) è stato un compositore e direttore d'orchestra austriaco.

## Carriera
Nel 1915 dirige il successo della prima assoluta di Die Csárdásfürstin al Johann Strauß-Theater di Vienna con Mizzi Günther.

## Filmografia parziale
- Tumbleweeds, regia di King Baggot e, non accreditato, William S. Hart (1925)
- Il figlio dello sceicco (The Son of the Sheik), regia di George Fitzmaurice (1926)
- Wie einst im Mai, regia di Willi Wolff (1926)
- La principessa della czarda (Die Czardasfürstin), regia di Hanns Schwarz (1927)
- L'avventuriera di Algeri (Die Frauengasse von Algier), regia di Wolfgang Hoffmann-Harnisch (1927)
- Männer vor der Ehe, regia di Carl Boese (1927)
- Die tolle Lola, regia di Richard Eichberg (1927)
- Der Kampf des Donald Westhof , regia di Fritz Wendhausen (1927)
- Der alte Fritz - 1. Friede, regia di Gerhard Lamprecht (1928)
- Liebe im Ring, regia di Reinhold Schünzel (1930)
- Der Andere, regia di Robert Wiene (1930)
- Der wahre Jakob, regia di Hans Steinhoff (1931)
- Man braucht kein Geld, regia di Carl Boese (1931)
- Scampolo, regia di Hans Steinhoff (1932)
- Questa donna è mia (I Take This Woman), regia di W. S. Van Dyke (1940), Frank Borzage (non accreditato)